# Траона
Траона (італ. Traona) — муніципалітет в Італії, у регіоні Ломбардія,  провінція Сондріо.
Траона розташована на відстані близько 530 км на північний захід від Рима, 85 км на північ від Мілана, 27 км на захід від Сондріо.
Населення — 2668 осіб (2014).

## Демографія
Населення за роками:

Станом на 1 січня 2023 року в муніципалітеті офіційно проживало 187 іноземців з 32 країн, серед них 45 громадян країн Євросоюзу та 9 громадян України.

## Сусідні муніципалітети
- Черчино
- Чиво
- Козіо-Вальтелліно
- Мелло
- Морбеньо
- Новате-Меццола